# 富士ソフィア女学院短期大学
富士ソフィア女学院短期大学（ふじソフィアじょがくいんたんきだいがく）は、静岡県庵原郡富士川町中之郷大平4110において1982年に設置する計画を行っていた日本の私立短期大学である。

## 概要
富士ソフィア女学院短期大学は、社会科学科を設置する予定であり、社会学専攻、法学専攻の各専攻を置く予定であった。入学定員は専攻ごとに50名、合計100名とされていた。
- 1981年3月13日までに、開設における第一次審査をパスしていた[5]。